# Arthur Gregg Sulzberger
Arthur Gregg Sulzberger, aussi connu sous A. G. Sulzberger, (né le 5 août 1980 à Washington, États-Unis) est un journaliste américain. Il travaille au New York Times. Il est le fils d'Arthur Ochs Sulzberger, Jr., président du New York Times. Depuis le 1er janvier 2018, il est le directeur de la publication du New York Times.

## Biographie

### Enfance et études
Arthur Gregg Sulzberger est né le 5 août 1980 à Washington aux États-Unis. Il est le fils de Gail Gregg, journaliste au Congressional Quarterly et d'Arthur Ochs Sulzberger, Jr., journaliste au New York Times. Il est l'un héritier de la famille Ochs-Sulzberger ; c'est le petit-fils d'Arthur Ochs "Punch" Sulzberger Sr., l'arrière-petit-fils d'Arthur Hays Sulzberger et l'arrière-arrière-petit-fils d'Adolph Ochs.
Au lycée, il suit ses études dans l'Ethical Culture Fieldston School (en). Il étudie à l'université Brown et se spécialise en science politique. En dernière année, il suit le cours de rédaction de la journaliste Tracy Breton du Providence Journal. Breton l'encourage à postuler au Providence Journal.

### Carrière de journaliste
Arthur Gregg Sulzberger travaille au Providence Journal de 2004 à 2006, dans le bureau de Wakefield. Puis de 2006 à 2009, il travaille pour l'Oregonian à Portland. En 2008, il écrit près de 60 articles de presses axés sur les faux pas du bureau du shérif (en) du comté de Multnomah ; Bernie Giusto, le shérif du comté, démissionnera. Sulzberger a fait l'objet d'attaques personnelles et a été décrit comme « le fils de l'éditeur du Times ».
Lorsqu'il rejoint le journal familial du New York Times en 2009, Sulzberger débute au service des infos locales puis prendra la tête du bureau de Kansas City. En 2014, il est l'auteur du rapport d'innovation du New York Times ; la stratégie numérique du journal sera modifiée après la remise du document. Un rapport qui a fait évoluer le journal vers le numérique et la compréhension des pratiques des lecteurs. En août 2015, Sulzberger devient rédacteur en chef adjoint du New York Times ; puis en octobre 2016, il est nommé directeur adjoint de la publication,,, ; et enfin le 1er janvier 2018, il devient directeur de la publication,. Il est le 6e membre de la famille Ochs-Sulzberger à occuper ce poste et il succède à son père Arthur Ochs Sulzberger, Jr..
Le 20 juillet 2018, Sulzberger s'entretient avec Donald Trump à la Maison-Blanche,. À la suite de la rencontre, Sulzberger déclare dans un communiqué : « J’ai dit franchement au président que je pensais que son discours n’était pas seulement facteur de division mais qu’il était de plus en plus dangereux. Je l’ai prévenu que ce langage incendiaire contribuait à une augmentation des menaces contre les journalistes et allait inciter à la violence »,.

### Vie privée
Il est fiancé à Molly Messick, une productrice à Gimlet Media. Il est père depuis mai 2018. Il est végétarien.